# Cytherois (Orientocytherois) megapoda
Cytherois (Orientocytherois) megapoda is een mosselkreeftjessoort uit de familie van de Paradoxostomatidae. De wetenschappelijke naam van de soort is voor het eerst geldig gepubliceerd in 1993 door Schornikov.